# Luis Malaquías Concha Stuardo
Luis Malaquías Concha Stuardo (Santiago, 17 de febrero de 1883-Íbid., 27 de julio de 1961) fue un político y abogado chileno.
Hijo de Malaquías Concha Ortiz y Armandina Stuardo Prado. Se casó con Josefina Larrondo Varela.

## Inicios de su Carrera
Egresó del Liceo de Aplicación en 1900. Luego estudió en la Facultad de Derecho de la Universidad de Chile, donde se recibió de abogado el 31 de julio de 1911. Trabajó en el estudio jurídico de su padre.
Fue prominente político, abogado, diplomático y miembro del Partido Demócrata, donde llegó a ser secretario general y en 1922 presidente del Partido.
En 1910 hizo un viaje a Europa, cursó en la Universidad de La Sorbona, Economía Política y Social, siendo alumno de Charles Gide. Asistió en representación de Chile a un congreso celebrado en París. Regresó a Chile en 1912.

## Carrera política
Elegido Diputado por la agrupación departamental de Tarapacá y Pisagua en dos períodos consecutivos (1912-1918). Integró en estos períodos la Comisión permanente de Legislación y Justicia, y la de Legislación Social y Hacienda.
Promotor fiscal de Santiago, además de juez del crimen de Santiago. Fue también abogado de la Municipalidad y Fiscal de la Dirección General de Registro Civil.
Asistió a la Asamblea de Notables, citado por el presidente Arturo Alessandri Palma, que se supone, era la primera reunión para conformar aquellos que formarían parte de la comisión redactora de la nueva carta fundamental. Dice no haber sido constituyente, y argumenta haber rechazado su nominación a favor de su correligionario, Pedro Nolasco Cárdenas Avendaño.
En 1939 fue enviado por el gobierno de Pedro Aguirre Cerda, como ministro plenipotenciario a Panamá y Costa Rica, cargo que desempeñó hasta 1940. Se alejó de la política y se dedicó a sus negocios particulares.